# (500197) 2012 HB3
(500197) 2012 HB3 es un asteroide perteneciente al cinturón de asteroides, descubierto el 16 de abril de 2012 por el equipo del Spacewatch desde el Observatorio Nacional de Kitt Peak, Arizona, Estados Unidos.

## Designación y nombre
Designado provisionalmente como 2012 HB3.

## Características orbitales
2012 HB3 está situado a una distancia media del Sol de 2,697 ua, pudiendo alejarse hasta 3,082 ua y acercarse hasta 2,312 ua. Su excentricidad es 0,142 y la inclinación orbital 13,00 grados. Emplea 1618,07 días en completar una órbita alrededor del Sol.

## Características físicas
La magnitud absoluta de 2012 HB3 es 16,9.